# Anna Kohútová
Anna Kohútová (* 10. April 2003 in Krupina) ist eine slowakische Volleyballspielerin.

## Karriere

### Vereinskarriere
Die in der Gemeinde Krupina geborene Anna Kohútová debütierte in der Saison 2019/20 in der Extraliga, der höchsten slowakischen Liga im Frauen-Volleyball. Während der Saison spielte sie für das Nachwuchsprojekt RD SVK 2002. Nach nur einer Saison wechselte sie innerhalb der Liga zum VTC Pezinok und wurde mit dem Verein direkt in der ersten Saison slowakische Vizemeisterin. Da sich der Verein nach der erfolgreichen Saison aus der Extraliga zurückzog, musste sie sich einen neuen Verein suchen und wechselte zu VKP Bratislava. In der Saison 2022/23 konnte sie mit ihrem Verein den Slovenský pohár (deutsch: „slowakischen Pokal“) gewinnen.

### Nationalmannschaftskarriere
Nachdem sie bereits in Jugendnationalmannschaften der Slowakei zum Einsatz gekommen war, debütierte Anna Kohútová am 8. Mai 2021 bei dem Spiel gegen Kosovo in der Qualifikation zur Europameisterschaft 2021 in der slowakischen A-Nationalmannschaft. Seitdem (Stand: 27. August 2023) absolvierte sie für die Slowakei 23 Spiele.